# Dirckinck-Holmfeld (Adelsgeschlecht)

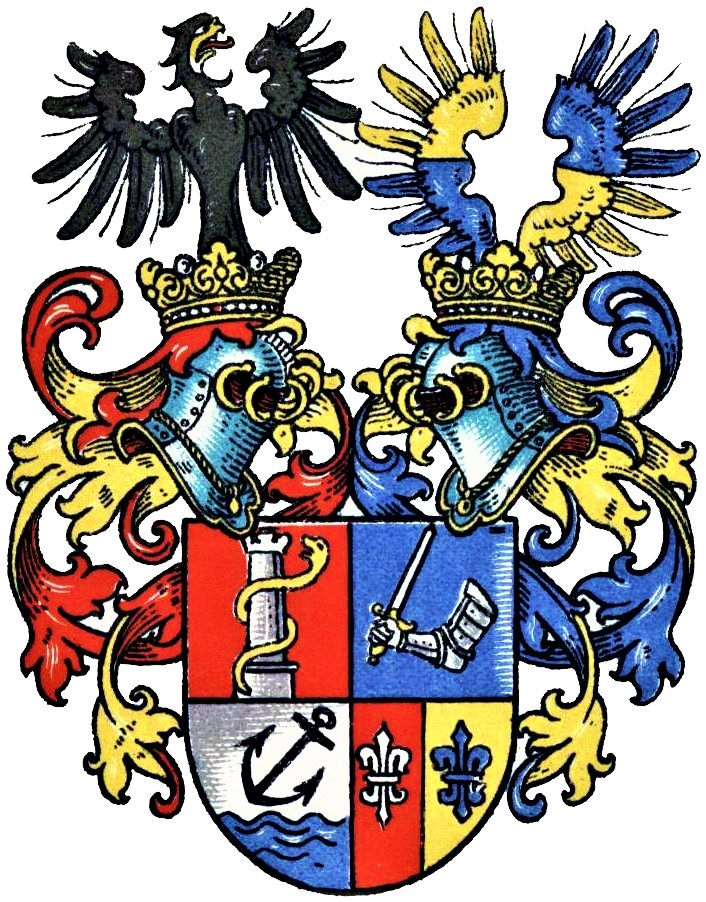
Wappen derer von Dirckinck-Holmfeld im Wappenbuch des Westfälischen Adels

Dirckinck-Holmfeld (auch Dircking-Holmfeld o. ä.) ist der Name eines dänischen, zeitweise auch in preußischen Diensten stehenden Adelsgeschlechts.

## Geschichte
Das Geschlecht stammt ursprünglich aus Westfalen und war katholisch. Heinrich-Wilhelm von Dirckinck (* 1703) wurde der Reichsritterstand verliehen. Heinrich von Dircking war Rittmeister in kaiserlichen Diensten und wurde dann Hofrat des Fürsten von Salm-Salm in Bocholt. Von seinen zahlreichen Kindern wurde der älteste Sohn Johann Heinrich von Dirckinck (1751–1836) Postdirektor in Bocholt. Einer der Brüder des Letzteren, Arnold Christian Leopold von Dirckinck (1763–1828), wurde Flottenkapitäns der Niederlande, ging dann aber nach Dänemark, wo er Anna Helene Holm, Tochter eines dänischen Amtmanns heiratete. Er wurde 1806 in den dänischen Adel rezipiert und erhielt mit Patent vom 30. Mai 1828 den Titel Freiherr von Holmfeld.
Von seinen Söhnen war  Ulysses Dirckinck-Holmfeld (1801–1877) dänischer Seeoffizier und Diplomat. 1848/1849 war er für Dänemark Gesandter beim Deutschen Reich. 1862/1863 war er der letzte dänische Gesandte im Bundestag des Deutschen Bundes. 1863 wurde er vom Bundestag ausgeschlossen, womit seine Dienstzeit endete.
Dessen Bruder, der königlich-dänische Marine-Captain a. D., Freiherr Edwin von Dirckinck-Holmfeld (1802–1896), war 1843 Direktor der königlich-preußischen Navigationsschule zu Danzig. Er kämpfte im Ersten Schleswig-Holsteinischen Krieg auf dänischer Seite und geriet 1848 in deutsche Gefangenschaft.

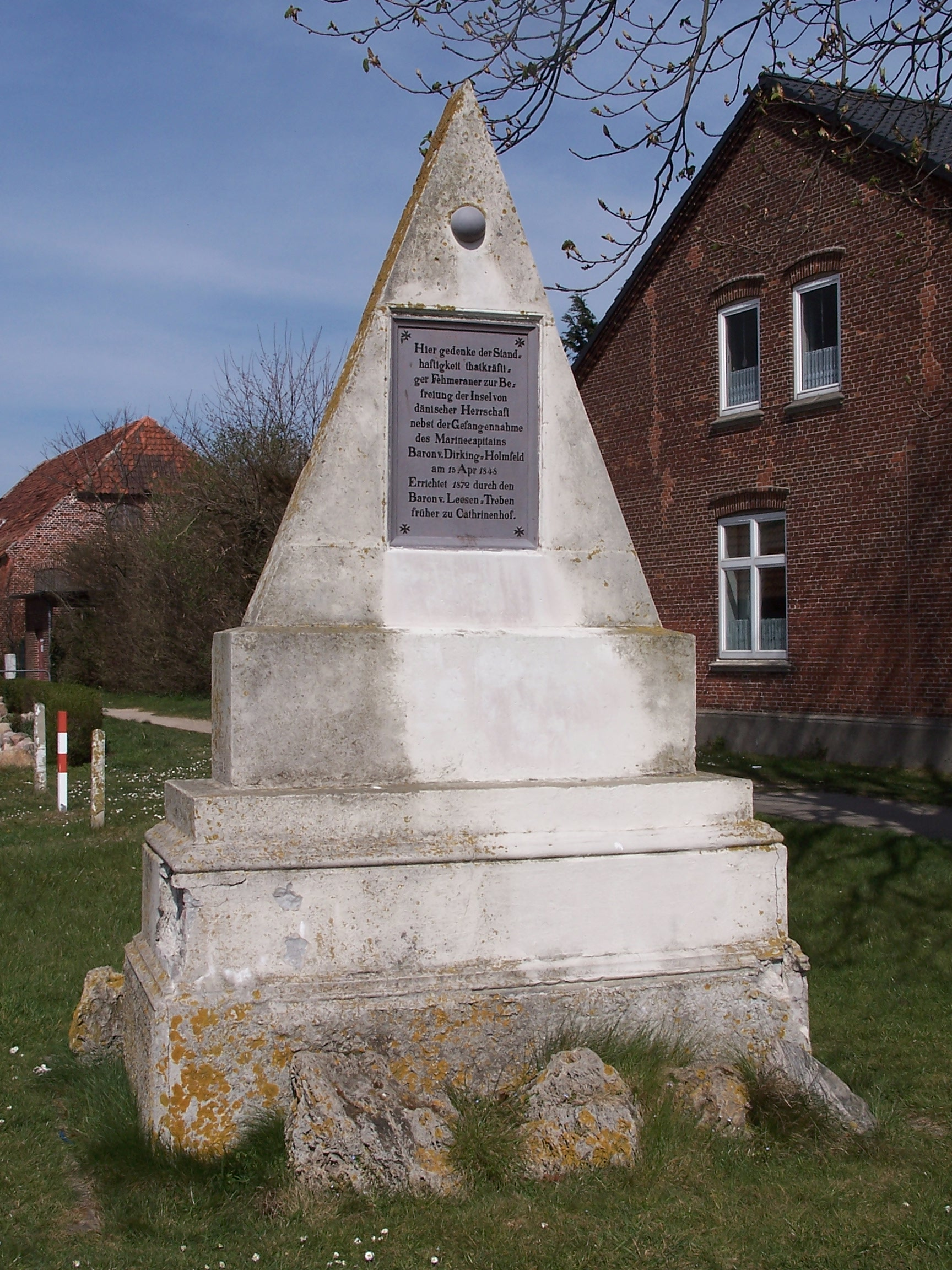
Denkmal zur Befreiung Fehmarns von der dänischen Herrschaft 1848 und der Gefangennahme von Edwin von Dirckinck-Holmfeld
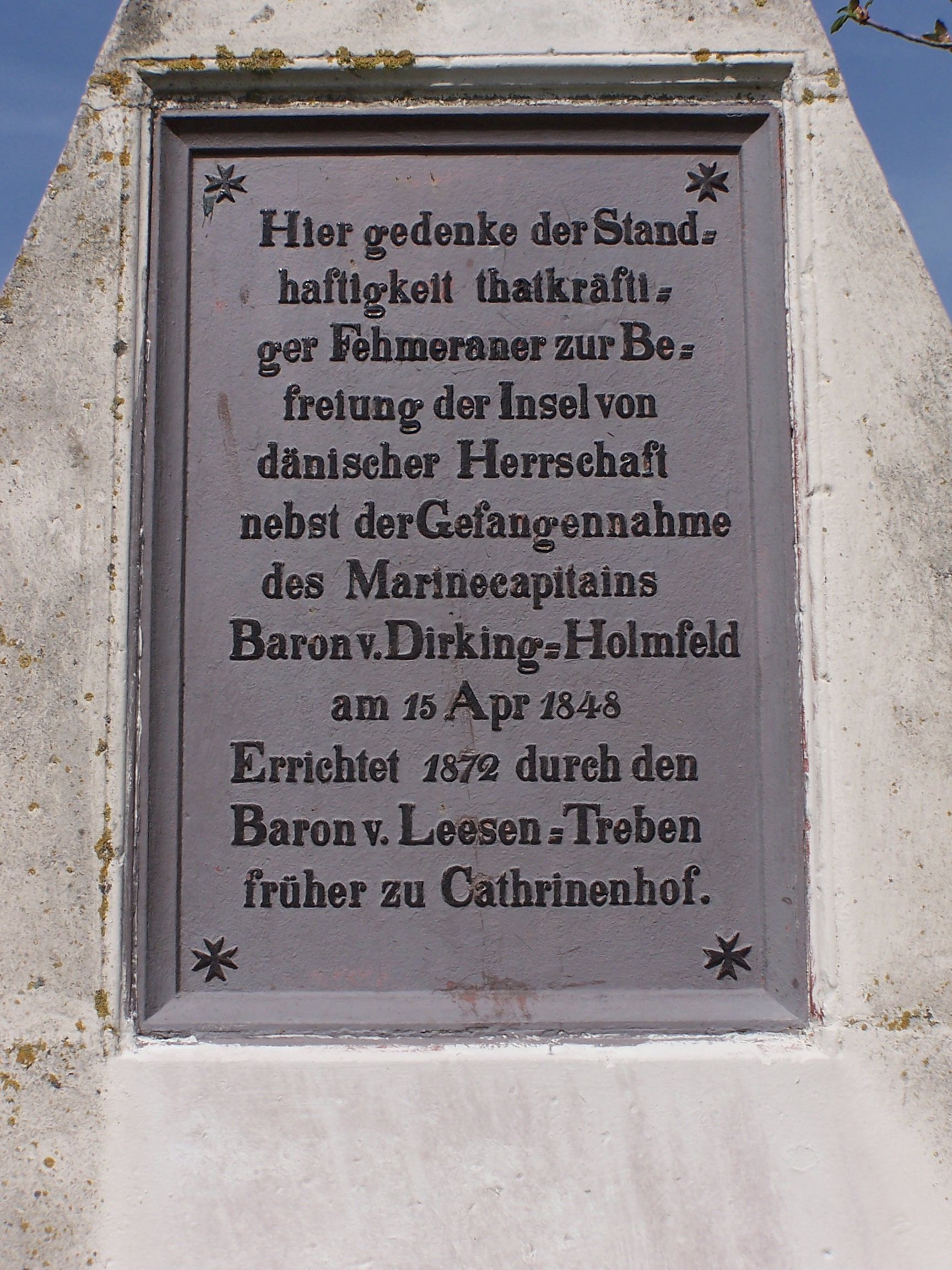
Text auf dem Fehmeraner Denkmal

Die Familie blüht in Dänemark bis heute. Die Künstlerin Katrine Dirckinck-Holmfeld (* 1981) verursachte 2020 einen Skandal, als sie eine Büste von König Friedrich V. in einem Kopenhagener Kanal versenkte, um auf die koloniale Geschichte Dänemarks aufmerksam zu machen.

## Persönlichkeiten
- Constant Dirckinck-Holmfeld (1799–1880), dänischer Staatsmann
- Edwin von Dirckinck-Holmfeld (1802–1896), Seeoffizier
- Helmuth Dirckinck-Holmfeld (1835–1912), Maler
- Kim Dirckinck-Holmfeld  (* 1950), dänischer Architekt
- Ulysses Dirckinck-Holmfeld (1801–1877), Seeoffizier und Diplomat

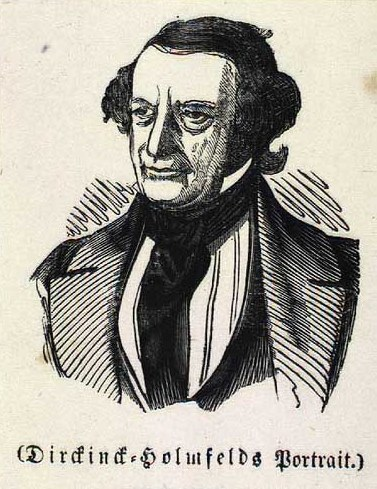
Constant Dirckinck-Holmfeld (1799–1880)
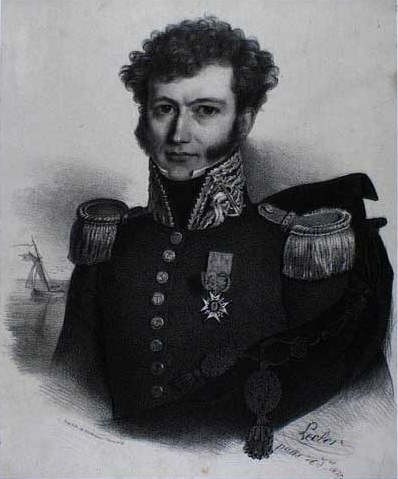
Ulysses Dirckinck-Holmfeld (1801–1877)
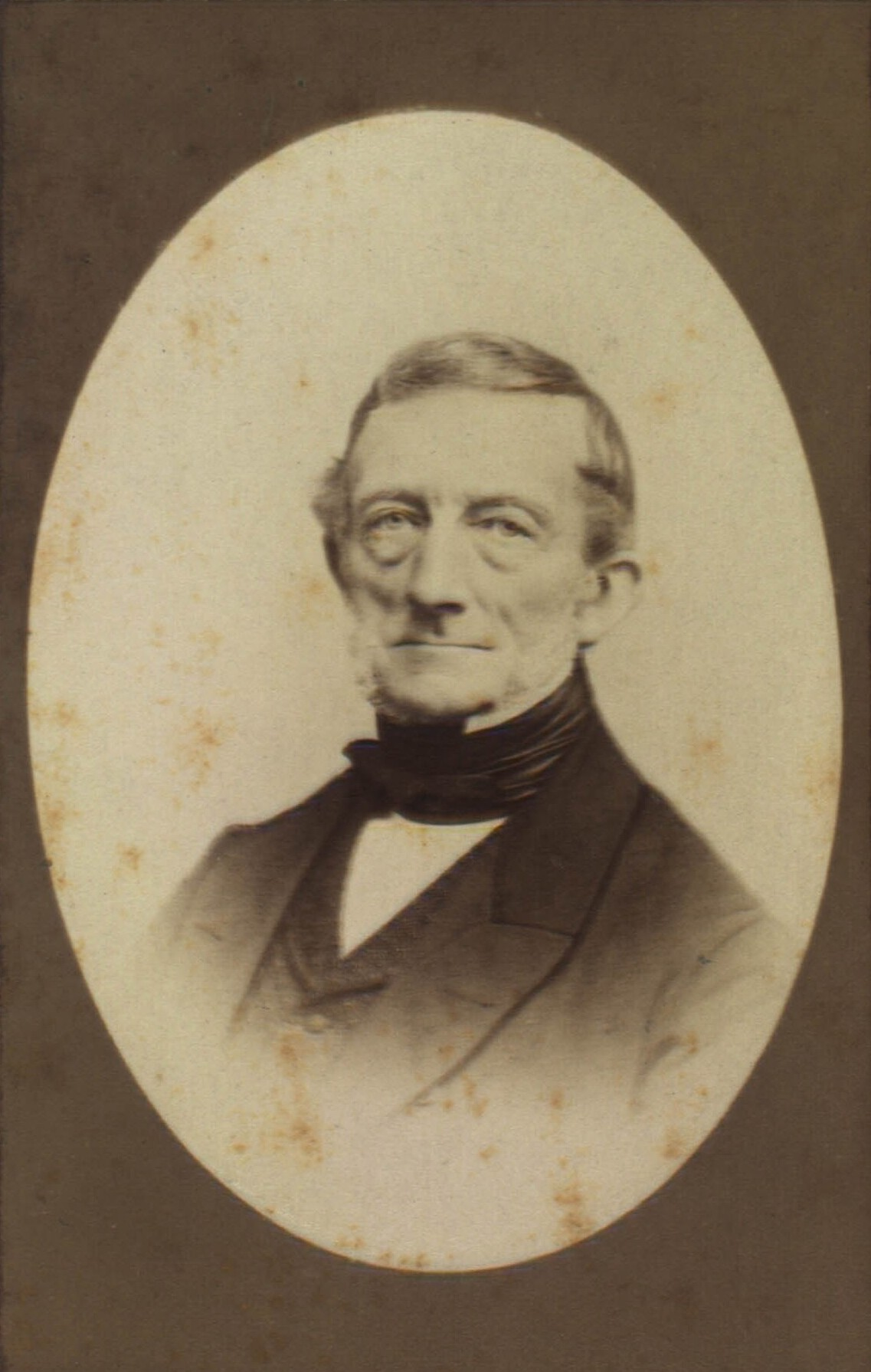
Edwin Dirckinck Holmfeld (1802–1896)

## Wappen
Blasonierung im Wappenbuch des Westfälischen Adels: Quadriert. Feld 1 in Rot eine silberne von einer goldenen Schlange umwundene goldgekrönte Säule. Feld 2 in Blau ein silberner Schwertarm. Feld 3 in Silber ein auf blauen Wellen schräglinks liegender silberner Anker. Feld 4 gespalten: rechts in Rot eine goldene Lilie, links in Gold eine blaue Lilie. Zwei gekrönte Helme: I. wachsender schwarzer Adler. II. ein offener Flug, Gold und Blau übereck geteilt. Die Helmdecken sind rot-golden und blau-golden.